# Jure Pengov
Jure Pengov, slovenski TV voditelj, urednik in novinar, * 1944, Slovenija, † 2. avgust 2013.
Bil je urednik Dnevnoinformativnega programa RTV Slovenije, novinar notranjepolitični redakcije in dopisnik TV Slovenija iz Rima.
Med drugim je vodil tudi TV Dnevnik in usposabljal mlade novinarje. Bil je tudi eden izmed ustanoviteljev oddaje Tednik.